# Leptoscela ruellioides
Leptoscela ruellioides är en måreväxtart som beskrevs av Joseph Dalton Hooker. Leptoscela ruellioides ingår i släktet Leptoscela och familjen måreväxter. Inga underarter finns listade i Catalogue of Life.